# رالف واتسون
رالف واتسون (انگلیسی: Ralph Watson؛ زادهٔ ۲۰ ژانویهٔ ۱۹۳۶) بازیگر اهل انگلستان است.
از فیلم‌ها یا مجموعه‌های تلویزیونی که وی در آن‌ها نقش داشته‌است، می‌توان به دکتر هو، پوآرو و تلفات اشاره نمود.